# 馬蘇德·阿齊茲
馬蘇德·阿齊茲（1988年11月25日—）是一名阿富汗田徑運動員，100公尺個人最佳紀錄是11.11秒，曾代表國家參加2004年雅典奧運、2008年北京奧運及2012年倫敦奧運的100公尺賽事，但三次未能獲獎。

## 外部連結
- 馬蘇德·阿齊茲在的頁面